# シーウルフ (SSN-21)
| USS Seawolf (SSN-21) |                                                     |
| 艦歴                 |                                                     |
| 発注                 | 1989年1月9日                                        |
| 起工                 | 1989年10月25日                                      |
| 進水                 | 1995年6月24日                                       |
| 就役                 | 1997年7月19日                                       |
| その後               | 就役中                                              |
| 母港                 | コネチカット州グロトン                              |
| 性能諸元             |                                                     |
| 排水量               | 基準：7,568 t、満載：9,137 t                        |
| 全長                 | 107.6 m (353 ft)                                    |
| 全幅                 | 12.2 m (40 ft)                                      |
| 喫水                 | 10.67 m (36 ft)                                     |
| 機関                 | S6W 原子炉 1基                                      |
| 乗員                 | 士官15名、兵員101名                                 |
| 兵装                 | 26インチ魚雷発射管8門 魚雷・ミサイルおよび機雷×52、 |
| モットー             | Cave Lupum ("Beware the Wolf")                      |
|                      |                                                     |

シーウルフ(USS Seawolf, SSN-21)は、アメリカ海軍のシーウルフ級原子力潜水艦の1番艦。その名を持つ艦としては米軍2隻目の原子力潜水艦(SSN-575)以来4隻目。

## 艦歴
シーウルフはコネチカット州グロトンのジェネラル・ダイナミクス・エレクトリック・ボートに1989年1月9日建造発注される。1989年10月25日に起工。1995年6月24日にマーガレット・ドルトン夫人によって命名、進水し、1997年7月19日にデヴィッド・M・マッコール艦長の指揮下就役した。
シーウルフ級はロサンゼルス級の後継およびソ連海軍のアクラ級に対抗する目的で建造された。シーウルフ級は25ノットの行動速度においてロサンゼルス級よりも静音性を保つことができると言われている。
当初は29隻が建造される予定であったが冷戦の終了と共にそのコストが問題視され、3隻が建造されるに留まった。